# Melanargia epimede
Melanargia epimede är en fjärilsart som beskrevs av Otto Staudinger 1887. Melanargia epimede ingår i släktet Melanargia och familjen praktfjärilar. Inga underarter finns listade i Catalogue of Life.